# Station Burhaimont
Station Burhaimont is een voormalige spoorweghalte langs spoorlijn 166 (Dinant-Bertrix) in de gemeente Bertrix.

## Aantal instappende reizigers
De grafiek en tabel geven het gemiddeld aantal instappende reizigers weer op een week-, zater- en zondag.
| Tabel: aantal instappende reizigers station Burhaimont | Tabel: aantal instappende reizigers station Burhaimont | Tabel: aantal instappende reizigers station Burhaimont | Tabel: aantal instappende reizigers station Burhaimont |
|                                                        | Weekdag                                                | Zaterdag                                               | Zondag                                                 |
| ------------------------------------------------------ | ------------------------------------------------------ | ------------------------------------------------------ | ------------------------------------------------------ |
| 1977                                                   | 120                                                    | 44                                                     | 17                                                     |
| 1978                                                   | 109                                                    | 20                                                     | 22                                                     |
| 1979                                                   | 87                                                     | 19                                                     | 11                                                     |
| 1980                                                   | 72                                                     | 18                                                     | 14                                                     |
| 1981                                                   | 81                                                     | 13                                                     | 13                                                     |
| 1982                                                   | 77                                                     | 22                                                     | 38                                                     |
| 1983                                                   | 95                                                     | 12                                                     | 11                                                     |

2,2: Anseremme ·
4,7: Walzin ·
7,2: Gendron-Celles ·
10,4: Château d'Ardenne ·
12,2: Houyet ·
17,5: Wiesme ·
22,2: Beauraing ·
25,0: Martouzin ·
27,2: Pondrôme ·
31,3: Thanville ·
35,3: Vonêche ·
37,0: Gedinne ·
45,4: Louette-Saint-Denis ·
49,3: Bièvre ·
51,6: Graide ·
55,2: Carlsbourg ·
56,3: Merny ·
58,2: Paliseul ·
60,3: Nollevaux ·
61,5: Offagne ·
65,2: Glaumont ·
68,3: Burhaimont ·
70,2: Bertrix